# آن برودسكي
آن برودسكي (بالإنجليزية: Anne Brodsky)‏ هي عالمة نفس أمريكية، ولدت في 11 يونيو 1965.